# リコー北海道
リコー北海道株式会社（リコーほっかいどう） は、光学機器などの製造を行っているメーカーであるリコーの販売子会社であり、メーカーの支店機能も有していた。主に複写機、ファクシミリ、レーザープリンターやそれらの複合機、デジタルカメラの販売を行っていた。リコーグループでは北海道地方の地域統括販売会社。リコー製品のみならず、各社パソコンやサーバをはじめとするIT関連機器の販売も行っていた。
2010年7月、リコー北海道含む国内販売会社7社が合併しリコージャパン株式会社となった。

## 担当エリア
- 北海道

## 主要取引先
- 大塚商会
- ダイワボウ情報システム
- ソフトバンクBB
- 日本HP
- 日本IBM

## 関連会社
- 株式会社リコー
- リコー東北株式会社
- リコー販売株式会社
- リコー中部株式会社
- リコー関西株式会社
- リコー中国株式会社
- リコー九州株式会社
- リコーテクノシステムズ株式会社
- リコーリース株式会社